# Ruïnekerk (Oude Niedorp)
De ruïnekerk in Oude Niedorp is de ruïne van de voormalige, oorspronkelijk 13e-eeuwse Nederlandse Hervormde Kerk van de heilige Werenfridus, herbouwd in de 14e eeuw.
Op  3 april 1977 vloog de kerk in brand als gevolg van blikseminslag. De kerkmuren die nu zichtbaar zijn, zijn gebouwd in 1648.